# Droit tchèque
Le droit tchèque est un droit de tradition civiliste appliqué en République tchèque depuis la scission de la Tchécoslovaquie, dont elle est l'un des États successeurs avec la République tchèque.

## Sources du droit
Les sources du droit tchèques sont, dans l'ordre hiérarchique :
- la Constitution (Ústava) et les lois constitutionnelles (ústavní zákony),
- les traités internationaux ratifiés (mezinárodní smlouvy ratifikované parlamentem),
- les lois (zákony přijaté parlamentem) et les décisions de la Cour constitutionnelle,
- les règlements, parfois appelés décrets gouvernementaux (nařízení vlády), et les notifications des ministères, parfois appelés ordonnances (vyhlášky ministerstev),
- les actes réglementaires des entités régionales (krajské vyhlášky) et les ordonnances municipales (obecní vyhlášky).

### Ordre constitutionnel
L'article 112(1) de la Constitution dispose que l'ordre constitutionnel se compose de la : Constitution, de la Charte des droits et libertés fondamentaux, des lois constitutionnelles adoptées en vertu de la présente Constitution, « ainsi que par les lois constitutionnelles de l'Assemblée nationale de la République tchécoslovaque, de l'Assemblée fédérale de la République socialiste tchécoslovaque et du Conseil national tchèque régissant la frontière d'État de la République tchèque et par les lois constitutionnelles du Conseil national tchèque adoptées après le 6 juin 1992 ».

### Droit de l'Union européenne
Le droit de l'Union prime sur le droit national tchèque depuis l'adhésion de l’État à l'Union européenne.

## Sources
- (en) Cet article est partiellement ou en totalité issu de l’article de Wikipédia en anglais intitulé « Law of the Czech Republic » (voir la liste des auteurs).

## Compléments